# Parafia Przemienienia Pańskiego w Piotrowcach Dolnych
Parafia Przemienienia Pańskiego w Piotrowcach Dolnych – parafia rzymskokatolicka terytorialnie i administracyjnie znajdująca się w archidiecezji lwowskiej, w dekanacie Czerniowce. W parafii posługują księża archidiecezjalni. Według stanu na marzec 2024 proboszczem parafii był ks. Piotr Dochtycz. 